# Dilworthgambiet
Het Dilworthgambiet is in de opening van een schaakpartij een variant in de Nimzo-Indische opening, die valt onder ECO-code E20. De beginzetten zijn:
1. d4 Pf6
2. c4 e6
3. Pc3 Lb4 (het Nimzo-Indisch)
4. e4 Pxe4

Het gambiet is vernoemd naar de Britse schaker Vernon Dilworth (1916-2004).